# Мужиново
Мужиново — село в Клетнянском районе Брянской области России. Административный центр Мужиновского сельского поселения.
Село расположено в 16 километрах от районного центра — посёлка городского типа Клетня и в 100 километрах от Брянска.
В селе 4 улицы: Молодёжная, Садовая, Центральная, Школьная.
Из объектов социальной и культурной инфраструктуры в селе расположены: отделение почтовой связи, средняя общеобразовательная школа, фельдшерско-акушерский пункт, Мужиновский информационный культурно-досуговый центр.
В селе есть система централизованного энерго-, газоснабжения и система централизованного водоснабжения с колонками.
Также в центре села Мужиново находится братская могила воинов и партизан.

## Население
| 2010 | 2013 |
| ---- | ---- |
| 393  | ↘388 |